# Wereldkampioenschap voetbal 2010 (halve finale) Nederland-Uruguay
Deze pagina is een subpagina van het artikel Wereldkampioenschap voetbal 2010. Hierin wordt de wedstrijd in de halve finale tussen Nederland en Uruguay gespeeld op 6 juli nader uitgelicht. Nederland won met 3-2. Het was de vijfde ontmoeting tussen beide landen. De laatste confrontatie was op 30 december 1980 tijdens het Mini-Wereldkampioenschap voetbal 1980, toen gastland Uruguay met 2-0 zegevierde dankzij treffers van Venancio Ramos en Waldemar Victorino.

## Wedstrijdgegevens
| Datum                | 6 juli 2010                     | 6 juli 2010                     |
| Stadion              | Groenpuntstadion, Kaapstad      | Groenpuntstadion, Kaapstad      |
| Toeschouwers         | 62 479                          | 62 479                          |
| Scheidsrechter       | Ravshan Irmatov                 | Ravshan Irmatov                 |
| Assistenten          | Rafael Ilyasov Bahadyr Kočkarov | Rafael Ilyasov Bahadyr Kočkarov |
| Vierde man           | Yuichi Nishimura                | Yuichi Nishimura                |
| Man van de wedstrijd | Wesley Sneijder                 | Wesley Sneijder                 |
|                      | Nederland                       | Uruguay                         |
| Doelpunten           | 3                               | 2                               |
| Gele kaarten         | 3                               | 2                               |
| Rode kaarten         | 0                               | 0                               |
| Wissels              | 2                               | 2                               |
| Schoten op doel      | 7                               | 6                               |
| Schoten naast doel   | 12                              | 11                              |
| Overtredingen        | 13                              | 15                              |
| Hoekschoppen         | 5                               | 4                               |
| Buitenspel           | 5                               | 4                               |
| Strafschoppen        | 0                               | 0                               |
| Balbezit (tijd)      | 37                              | 33                              |
| Balbezit (%)         | 53%                             | 47%                             |

| Nederland | 3 – 2          | Uruguay |
| Giovanni van Bronckhorst 18' Wesley Sneijder 70' Arjen Robben 73' | goals (assist) | 41' Diego Forlan 90+2' Maximiliano Pereira |
| Bert van Marwijk | bondscoach     | Oscar Tabárez |
| Maarten Stekelenburg Khalid Boulahrouz John Heitinga Joris Mathijsen Giovanni van Bronckhorst Mark van Bommel Wesley Sneijder Demy de Zeeuw 46' Dirk Kuijt Robin van Persie Arjen Robben 89' | opstellingen   | Fernando Muslera Diego Godín Mauricio Victorino Maximiliano Pereira Martín Cáceres Walter Gargano 78' Álvaro Pereira Diego Pérez Egidio Arévalo Edinson Cavani 84' Diego Forlán |
| Rafael van der Vaart 46' Eljero Elia 89' | wissels        | 78' Sebastián Abreu 84' Sebastián Fernández |
| Wesley Sneijder 29' Khalid Boulahrouz 78' Mark van Bommel 90+5' | gele kaarten   | 21' Maximiliano Pereira 29' Martin Caceres |
| | rode kaarten   | |

## Overzicht van wedstrijden
| Groepswedstrijden | | | |
| Groep A | Groep B | Groep C | Groep D |
| Zuid-Afrika - Mexico Uruguay - Frankrijk Zuid-Afrika - Uruguay Frankrijk - Mexico Mexico - Uruguay Frankrijk - Zuid-Afrika | Zuid-Korea - Griekenland Argentinië - Nigeria Argentinië - Zuid-Korea Griekenland - Nigeria Griekenland - Argentinië Nigeria - Zuid-Korea | Engeland - Verenigde Staten Algerije - Slovenië Slovenië - Verenigde Staten Engeland - Algerije Slovenië - Engeland Verenigde Staten - Algerije | Duitsland - Australië Servië - Ghana Duitsland - Servië Ghana - Australië Australië - Servië Ghana - Duitsland    |
| Groep E | Groep F | Groep G | Groep H |
| Nederland - Denemarken Japan - Kameroen Nederland - Japan Kameroen - Denemarken Kameroen - Nederland Denemarken - Japan    | Italië - Paraguay Nieuw-Zeeland - Slowakije Slowakije - Paraguay Italië - Nieuw-Zeeland Paraguay - Nieuw-Zeeland Slowakije - Italië       | Ivoorkust - Portugal Brazilië - Noord-Korea Brazilië - Ivoorkust Portugal - Noord-Korea Noord-Korea - Ivoorkust Portugal - Brazilië             | Honduras - Chili Spanje - Zwitserland Chili - Zwitserland Spanje - Honduras Chili - Spanje Zwitserland - Honduras |
| Achtste finales | | | |
| Uruguay - Zuid-Korea Verenigde Staten - Ghana                                                                              | Duitsland - Engeland Argentinië - Mexico                                                                                                  | Nederland - Slowakije Brazilië - Chili | Paraguay - Japan Spanje - Portugal                                                                                |
| Kwartfinales | | | |
| Brazilië - Nederland | Uruguay - Ghana | Argentinië - Duitsland | Paraguay - Spanje                                                                                                 |
| Halve finales | | | |
| Nederland - Uruguay | Nederland - Uruguay | Duitsland - Spanje | Duitsland - Spanje                                                                                                |
| Troostfinale | | | |
| Uruguay - Duitsland | | | |
| Finale | | | |
| Spanje - Nederland | | | |